# Theodor Schott (Bibliothekar)
Theodor Friedrich Heinrich Schott (* 16. Dezember 1835 in Esslingen; † 18. März 1899 in Stuttgart) war ein deutscher evangelischer Theologe, Bibliothekar und Kirchenhistoriker.

## Leben
Sowohl der Vater von Theodor Schott, der Pupillenrat Heinrich Carl Schott, als auch seine Mutter Emilie Friederike, geborene Kapff, stammten aus angesehenen altwürttembergischen Beamten- und Theologenfamilien. Theodor erhielt seine erste humanistische Ausbildung am Pädagogium seiner Vaterstadt (das heutige Georgii-Gymnasium) und wurde dann in das niedere evangelische Seminar Blaubeuren aufgenommen. Seit 1853 studierte er im Tübinger Stift, das seine Einstellung prägen sollte, Philosophie und dann Theologie. Als Student schloss er sich 1853 der in religiöser und politischer Hinsicht sehr konservativen Studentenverbindung Staufia an. Nachdem er seine Prüfung erfolgreich abgelegt hatte, arbeitete er zwei Jahre als Vikar in Bopfingen im württembergischen Oberamt Neresheim und Köngen im Oberamt Eßlingen. 1859 wurde er Lehrer an der damals sehr geachteten Erziehungsanstalt Hofwil bei Bern, dort begann er auch, wissenschaftlich zu arbeiten. 1861 hielt er sich drei Monate in Paris auf, wo er den Grund zu seinen Kenntnissen in der französischen Reformationsgeschichte legte. Nach seiner Rückkehr nahm er vorübergehend das Amt eines Pfarrvikars in Neuhausen a. d. Erms im Oberamt Urach an. Dann wechselte er als Religionslehrer an das Stuttgarter Gymnasium und im Frühjahr 1867 wurde ihm die Pfarrei in der Stuttgarter Vorstadt Berg übertragen, ein Amt, dem er mit Hingabe nachging. Daneben widmete er seine Fürsorge dem Volksschulwesen und unterrichtete auch über lange Jahre die Großfürstin Wera von Russland, die Adoptivtochter der Königin Olga von Württemberg. In Berg heiratete er 1868 Clotilde Elben (1843–1899), die Tochter des Stuttgarter Medizinalrats Otto Elben (1813–1862). Das Paar hatte den Sohn Emil Schott (1871–1932), der Oberstudiendirektor und Leiter des Gymnasiums in Ulm war.
1873 wurde Schott mit dem Titel eines Professors in Nachfolge des verstorbenen Christoph Friedrich von Stälin Bibliothekar an der königlichen öffentlichen Bibliothek, der jetzigen Landesbibliothek in Stuttgart, dort blieb er für sein weiteres berufliches Leben. Die beiden Hauptaufgaben, die er neben der Führung des Buchhändlerbuches hier bewältigte, waren die Revision der umfangreichen Bibelsammlung und die Anfertigung eines dreizehnbändigen Sachkatalogs der Kirchengeschichte. Nach der 1883 bewerkstelligten Übersiedlung in den Neubau wurde ihm auch die Beratung des Lesepublikums im Katalogsaal übertragen, eine Aufgabe, der er mit Hingabe nachging und in der ihm seine umfassenden bibliographischen und allgemeinen Kenntnisse zustattenkamen.
Neben seiner Berufstätigkeit war er auch selbst als Autor zumeist wissenschaftlicher und einiger literarischer Werke tätig. Seine Spezialität war die französische Reformationsgeschichte, zu deren besten deutschen Kennern er gehörte. Daneben liefen sonstige kirchenhistorische Arbeiten, Publikationen aus dem Bereiche der württembergischen Landeskunde sowie der allgemeinen Geschichte und Geographie. Neben den mehr wissenschaftlich gehaltenen Schriften verfasste er auch solche, in denen er seine Kenntnisse in populärer Form weiteren Kreisen zu vermitteln suchte. Seine verschiedenen Veröffentlichungen gelten als gut verständlich und flüssig geschrieben.
Schott gehörte als entschiedener Befürworter des Protestantismus dem Gemeinderat der Stuttgarter Hospitalkirche an, zählte zu den Gründern des Vereins für Reformationsgeschichte, vertrat den Gustav-Adolf-Verein im Ausschuss von dessen württembergischem Zweigverein und engagierte sich in der städtischen Armenpflege, insbesondere im Verein für die Knabenhorte. Als Abgeordneter vertrat er Sulz 1888 auf der vierten württembergischen Landessynode. Anlässlich des Krieges im Jahre 1870 gründete er einen Sanitätsverein in Berg und sprach wiederholt als Festredner an nationalen Feiertagen.
Schott schrieb für mehrere Sammelwerke und Periodika. So arbeitete er schon seit seiner Zeit als Lehrer in Stuttgart an der Herzog’schen Realenzyklopädie für protestantische Theologie und Kirche mit, für die er insbesondere die Artikel zur Geschichte der Reformation in Frankreich beisteuerte. Seine Erkenntnisse zur württembergischen Geschichte und Kulturgeschichte veröffentlichte er in den Württembergischen Jahrbüchern für Statistik und Landeskunde, in den Württembergischen Vierteljahrsheften für Landesgeschichte und im Schwäbischen Merkur, für den er die bibliographischen Übersichten über die württembergische Literatur des jeweiligen Jahres beisteuerte. 1876 veröffentlichte er in den Jahrbüchern eine umfangreiche Untersuchung über die württembergische periodische Presse. 1895 erschien sein Aufsatz Württemberg und Gustav Adolf 1631 und 1632 in den Vierteljahrsheften. Seine Abhandlung über Herzog Ludwig von Württemberg und die französischen Protestanten in den Jahren 1568 bis 1570 erschien in der Festschrift anlässlich der 4. Säkularfeier im Jahr 1877 in der Stuttgarter Bibliothek der Universität Tübingen. Für die Allgemeine Deutsche Biographie verfasste er zahlreiche Artikel, ebenso in der Zeitschrift Daheim wie auch in anderen Familienblättern. Seit 1876 war er Herausgeber des Allgemeinen Kirchenblattes für das evangelische Deutschland.
Seit 1876 war er als Doktor der Philosophie promoviert. Er war ordentliches Mitglied der württembergischen Kommission für Landesgeschichte. Schott erkrankte im Frühjahr 1897 an der Influenza, von deren Folgen er sich nicht mehr richtig erholen sollte. Er verstarb am 18. März 1899.

## Ehrungen, Auszeichnungen
- Silberne Jubiläumsmedaille
- Kaiserliche Kriegsgedenkmünze
- 1885 Verleihung des Ritterkreuzes 1. Klasse des württembergischen Friedrichs-Ordens[6]
- 1894 wurde ihm von der theologischen Fakultät der Universität Halle der Titel eines Ehrendoktors verliehen.
- 1894 wurde er zum Ehrenmitglied des Allgemeinen deutschen Hugenottenvereins ernannt.

## Veröffentlichungen (Auswahl)
- Savonarola. Ein Lebensbild aus Italien (= Deutsche Jugend- und Volksbibliothek Nr. 33). Stuttgart 1871.
- als Herausgeber, mit Ed. Kausler: Briefwechsel zwischen Christoph, Herzog von Württemberg, und Petrus Paulus Vergerius, Bibliothek des Litterarischen Vereins in Stuttgart, CXXIV (Band 124). Laupp, Tübingen 1875, online im archive.org
- Das Jahrhundert der Entdeckungen in Biographien für die gebildete Jugend, 1875.
- Columbus und seine Weltanschauung: Vortrag, gehalten im Kaufmännischen Verein Stuttgart, Sammlung gemeinverständlicher wissenschaftlicher Vorträge, Nr. 308, Habel, Berlin 1878 urn:nbn:de:hbz:061:1-86520.
- Blücher. Ein Charakterbild(Sammlung von Vorträgen für das deutsche Volk, hrsg. von W. Frommel und Fr. Pfaff, IV, 5). Winter, Heidelberg 1881.
- Elisabeth Charlotte, Herzogin von Orleans. Eine deutsche Prinzessin am französischen Hofe (Sammlung von Vorträgen für das deutsche Volk, hrsg. von W. Frommel und Fr. Pfaff, V, 5). Winter, Heidelberg 1881.
- (Hrsg.): Dr. Martin Luther und die deutsche Bibel. Festgabe zum Lutherjubiläum am 10. November 1883, Priv. württ. Bibelanstalt, Stuttgart 1883.
- Deutsche Fürsten im Zeitalter der Reformation (Vortrag), 1884.
- Die Aufhebung des Ediktes von Nantes im Oktober 1685 (= Schriften des Vereins für Reformationsgeschichte Nr. 10). Niemeyer, Halle 1885 (online im archive.org).
- Die Kirche der Wüste 1715 bis 1787. Das Wiederaufleben des französischen Protestantismus im 18. Jahrhundert (= Schriften des Vereins für Reformationsgeschichte Nr. 43/44). Halle 1893 (online im n137 – Internet Archive).
- Württemberg und die Franzosen im Jahre 1688 (= Württembergische Neujahrsblätter Nr. 5). Stuttgart 1888.
- Württemberg und Gustav Adolf 1631 und 1632. In: Württembergische Vierteljahrshefte für Landesgeschichte. Jg. 17 = N.F. 4, 1896, 1895, S. 343–402 (eingeschränkte Vorschau in der Google-Buchsuche).